# Giải vô địch bóng đá trẻ thế giới 1987
Giải vô địch bóng đá trẻ thế giới 1987 tổ chức tại Chile từ ngày 10 đến ngày 25 tháng 10 năm 1987. Mùa giải năm 1987 là lần thứ 6 của Giải vô địch bóng đá trẻ thế giới và Nam Tư đã giành chức vô địch lần đầu tiên. Đáng chú ý là trong suốt giải đấu, Nam Tư đã đánh bại cả ba đội bán kết khác và loại đương kim vô địch Brasil. Giải đấu diễn ra tại bốn địa điểm: Antofagasta, Valparaíso, Concepción và Santiago.

## Vòng loại
| Liên đoàn                                     | Giải đấu loại                                 | Các đội tuyển vượt qua vòng loại                       |
| --------------------------------------------- | --------------------------------------------- | ------------------------------------------------------ |
| AFC (châu Á)                                  | Giải vô địch bóng đá trẻ châu Á 1986          | Bahrain1 · Ả Rập Xê Út                                 |
| CAF (châu Phi)                                | Giải vô địch bóng đá trẻ châu Phi 1987        | Nigeria · Togo1                                        |
| CONCACAF (North, Central America & Caribbean) | Giải vô địch bóng đá U-20 CONCACAF 1986       | Canada · Hoa Kỳ                                        |
| CONMEBOL (Nam Mỹ)                             | Chủ nhà                                       | Chile1                                                 |
| CONMEBOL (Nam Mỹ)                             | Giải vô địch bóng đá trẻ Nam Mỹ 1987          | Brasil · Colombia                                      |
| OFC (châu Đại Dương)                          | Giải vô địch bóng đá U-20 châu Đại Dương 1986 | Úc                                                     |
| UEFA (châu Âu)                                | Giải vô địch bóng đá U-18 châu Âu 1986        | Bulgaria · Đông Đức1 · Ý · Scotland · Tây Đức · Nam Tư |

1.^ Các đội tuyển lần đầu tiên tham dự.

## Đội hình
Danh sách đội hình, xem Danh sách cầu thủ tham dự giải vô địch bóng đá trẻ thế giới 1987

## Vòng bảng
16 đội được chia thành 4 bảng, mỗi bảng 4 đội. 4 đội nhất bảng và 4 đội nhì bảng sẽ giành quyền vào vòng đấu loại trực tiếp.

### Bảng A
| VT | Đội       | ST | T | H | B | BT | BB | HS | Đ | Giành quyền tham dự     |
| -- | --------- | -- | - | - | - | -- | -- | -- | - | ----------------------- |
| 1  | Nam Tư    | 3  | 3 | 0 | 0 | 12 | 3  | +9 | 6 | Vòng đấu loại trực tiếp |
| 2  | Chile (H) | 3  | 2 | 0 | 1 | 7  | 4  | +3 | 4 | Vòng đấu loại trực tiếp |
| 3  | Úc        | 3  | 1 | 0 | 2 | 2  | 6  | −4 | 2 |                         |
| 4  | Togo      | 3  | 0 | 0 | 3 | 1  | 9  | −8 | 0 |                         |

| Chile                | 2–4        | Nam Tư                                  |
| -------------------- | ---------- | --------------------------------------- |
| Tudor 17' · Pino 67' | (Chi tiết) | Boban 14' · Štimac 19' · Šuker 61', 63' |

| Togo | 0–2        | Úc                        |
| ---- | ---------- | ------------------------- |
|      | (Chi tiết) | Edwards 7' · Reynolds 13' |

| Chile                            | 3–0        | Togo |
| -------------------------------- | ---------- | ---- |
| Pino 8' (ph.đ.) · Tudor 32', 75' | (Chi tiết) |      |

| Nam Tư                                  | 4–0        | Úc |
| --------------------------------------- | ---------- | -- |
| Brnović 7' · Šuker 22', 71' · Boban 67' | (Chi tiết) |    |

| Chile         | 2–0        | Úc |
| ------------- | ---------- | -- |
| Pino 22', 52' | (Chi tiết) |    |

| Nam Tư                                                 | 4–1        | Togo    |
| ------------------------------------------------------ | ---------- | ------- |
| Mijatović 20', 33' · Zirojević 53' · Šuker 84' (ph.đ.) | (Chi tiết) | Ali 75' |

### Bảng B
| VT | Đội     | ST | T | H | B | BT | BB | HS | Đ | Giành quyền tham dự     |
| -- | ------- | -- | - | - | - | -- | -- | -- | - | ----------------------- |
| 1  | Ý       | 3  | 2 | 1 | 0 | 5  | 2  | +3 | 5 | Vòng đấu loại trực tiếp |
| 2  | Brasil  | 3  | 2 | 0 | 1 | 5  | 1  | +4 | 4 | Vòng đấu loại trực tiếp |
| 3  | Canada  | 3  | 0 | 2 | 1 | 4  | 5  | −1 | 2 |                         |
| 4  | Nigeria | 3  | 0 | 1 | 2 | 2  | 8  | −6 | 1 |                         |

| Brasil                                                  | 4–0        | Nigeria |
| ------------------------------------------------------- | ---------- | ------- |
| Alcindo 20' · André Cruz 29' · William 35', 62' (ph.đ.) | (Chi tiết) |         |

| Ý                                   | 2–2        | Canada                  |
| ----------------------------------- | ---------- | ----------------------- |
| Impallomeni 50' (ph.đ.) · Melli 82' | (Chi tiết) | Grimes 9' · Mobilio 44' |

| Brasil | 0–1        | Ý           |
| ------ | ---------- | ----------- |
|        | (Chi tiết) | Rizzolo 60' |

| Nigeria               | 2–2        | Canada                    |
| --------------------- | ---------- | ------------------------- |
| Effa 5' · Adekola 44' | (Chi tiết) | Jansen 6' · Domezetis 88' |

| Brasil         | 1–0        | Canada |
| -------------- | ---------- | ------ |
| André Cruz 82' | (Chi tiết) |        |

| Nigeria | 0–2        | Ý                       |
| ------- | ---------- | ----------------------- |
|         | (Chi tiết) | Carrara 23' · Melli 24' |

### Bảng C
| VT | Đội      | ST | T | H | B | BT | BB | HS | Đ | Giành quyền tham dự     |
| -- | -------- | -- | - | - | - | -- | -- | -- | - | ----------------------- |
| 1  | Đông Đức | 3  | 2 | 0 | 1 | 6  | 3  | +3 | 4 | Vòng đấu loại trực tiếp |
| 2  | Scotland | 3  | 1 | 2 | 0 | 5  | 4  | +1 | 4 | Vòng đấu loại trực tiếp |
| 3  | Colombia | 3  | 1 | 1 | 1 | 4  | 5  | −1 | 3 |                         |
| 4  | Bahrain  | 3  | 0 | 1 | 2 | 1  | 4  | −3 | 1 |                         |

| Đông Đức   | 1–2        | Scotland                        |
| ---------- | ---------- | ------------------------------- |
| Prasse 32' | (Chi tiết) | McLeod 30' (ph.đ.) · Butler 36' |

| Colombia    | 1–0        | Bahrain |
| ----------- | ---------- | ------- |
| Tréllez 10' | (Chi tiết) |         |

| Đông Đức            | 3–1        | Colombia            |
| ------------------- | ---------- | ------------------- |
| Sammer 9', 30', 70' | (Chi tiết) | Tréllez 90' (ph.đ.) |

| Scotland   | 1–1        | Bahrain        |
| ---------- | ---------- | -------------- |
| Nisbet 76' | (Chi tiết) | Al Kharraz 24' |

| Đông Đức               | 2–0        | Bahrain |
| ---------------------- | ---------- | ------- |
| Liebers 78' · Wosz 83' | (Chi tiết) |         |

| Scotland                        | 2–2        | Colombia          |
| ------------------------------- | ---------- | ----------------- |
| Wright 61' · McLeod 74' (ph.đ.) | (Chi tiết) | Guerrero 48', 58' |

### Bảng D
| VT | Đội         | ST | T | H | B | BT | BB | HS | Đ | Giành quyền tham dự     |
| -- | ----------- | -- | - | - | - | -- | -- | -- | - | ----------------------- |
| 1  | Tây Đức     | 3  | 3 | 0 | 0 | 8  | 1  | +7 | 6 | Vòng đấu loại trực tiếp |
| 2  | Bulgaria    | 3  | 2 | 0 | 1 | 3  | 3  | 0  | 4 | Vòng đấu loại trực tiếp |
| 3  | Hoa Kỳ      | 3  | 1 | 0 | 2 | 2  | 3  | −1 | 2 |                         |
| 4  | Ả Rập Xê Út | 3  | 0 | 0 | 3 | 0  | 6  | −6 | 0 |                         |

| Hoa Kỳ | 0–1        | Bulgaria        |
| ------ | ---------- | --------------- |
|        | (Chi tiết) | Trendafilov 26' |

| Ả Rập Xê Út | 0–3        | Tây Đức                              |
| ----------- | ---------- | ------------------------------------ |
|             | (Chi tiết) | Epp 6' · Strehmel 27' · Witeczek 31' |

| Hoa Kỳ    | 1–0        | Ả Rập Xê Út |
| --------- | ---------- | ----------- |
| Unger 73' | (Chi tiết) |             |

| Bulgaria | 0–3        | Tây Đức                                   |
| -------- | ---------- | ----------------------------------------- |
|          | (Chi tiết) | Witeczek 50' (ph.đ.), 53' · Reinhardt 59' |

| Hoa Kỳ          | 1–2        | Tây Đức                   |
| --------------- | ---------- | ------------------------- |
| Constantino 44' | (Chi tiết) | Witeczek 36' · Möller 73' |

| Bulgaria                       | 2–0        | Ả Rập Xê Út |
| ------------------------------ | ---------- | ----------- |
| Slavchev 31' · Kalaydzhiev 37' | (Chi tiết) |             |

## Vòng đấu loại trực tiếp
|  | Tứ kết                    | Tứ kết                   |                        |       | Bán kết       | Bán kết       |  |  | Chung kết | Chung kết |
|  |                           |                          |                        |       |               |               |  |  |           |           |
|  | 21 tháng 10 - Santiago    |                          |                        |       |               |               |  |  |           |           |
|  |                           |                          |                        |       |               |               |  |  |           |           |
|  | Nam Tư                    | 2                        |                        |       |               |               |  |  |           |           |
|  | Nam Tư                    | 2                        | 23 tháng 10 - Santiago |       |               |               |  |  |           |           |
|  | Brasil                    | 1                        |                        |       |               |               |  |  |           |           |
|  | Brasil                    | 1                        | Nam Tư                 | 2     |               |               |  |  |           |           |
|  | 21 tháng 10 - Valparaíso  |                          | Nam Tư                 | 2     |               |               |  |  |           |           |
|  |                           | Đông Đức                 | 1                      |       |               |               |  |  |           |           |
|  | Đông Đức                  | Đông Đức                 | 1                      | 2     |               |               |  |  |           |           |
|  | Đông Đức                  |                          | 25 tháng 10 - Santiago | 2     |               |               |  |  |           |           |
|  | Bulgaria                  | 0                        |                        |       |               |               |  |  |           |           |
|  | Bulgaria                  | 0                        | Nam Tư (p)             | 1 (5) |               |               |  |  |           |           |
|  | 21 tháng 10 - Concepción  |                          | Nam Tư (p)             | 1 (5) |               |               |  |  |           |           |
|  |                           | Tây Đức                  | 1 (4)                  |       |               |               |  |  |           |           |
|  | Ý                         | Tây Đức                  | 1 (4)                  | 0     |               |               |  |  |           |           |
|  | Ý                         | 23 tháng 10 - Concepción |                        | 0     |               |               |  |  |           |           |
|  | Chile                     | 1                        |                        |       |               |               |  |  |           |           |
|  | Chile                     | 1                        | Chile                  | 0     |               |               |  |  |           |           |
|  | 21 tháng 10 - Antofagasta |                          | Chile                  | 0     |               |               |  |  |           |           |
|  |                           | Tây Đức                  | 4                      |       | Tranh hạng ba | Tranh hạng ba |  |  |           |           |
|  | Tây Đức (p)               | Tây Đức                  | 4                      | 1 (4) | Tranh hạng ba | Tranh hạng ba |  |  |           |           |
|  | Tây Đức (p)               |                          | 25 tháng 10 - Santiago | 1 (4) |               |               |  |  |           |           |
|  | Scotland                  | 1 (3)                    |                        |       |               |               |  |  |           |           |
|  | Scotland                  | 1 (3)                    | Đông Đức (p)           | 1 (3) |               |               |  |  |           |           |
|  |                           |                          |                        |       |               |               |  |  |           |           |
|  | Chile                     | 1 (1)                    |                        |       |               |               |  |  |           |           |
|  | Chile                     | 1 (1)                    |                        |       |               |               |  |  |           |           |

### Tứ kết
| Ý | 0–1        | Chile            |
| - | ---------- | ---------------- |
|   | (Chi tiết) | Pino 73' (ph.đ.) |

| Đông Đức                         | 2–0        | Bulgaria |
| -------------------------------- | ---------- | -------- |
| Steinmann 70' (ph.đ.) · Wosz 83' | (Chi tiết) |          |

| Tây Đức           | 1–1 (s.h.p.) | Scotland   |
| ----------------- | ------------ | ---------- |
| Reinhardt 8'      | (Chi tiết)   | Nisbet 45' |
| Loạt sút luân lưu |              |            |
|                   | 4–3          |            |

| Nam Tư                         | 2–1        | Brasil      |
| ------------------------------ | ---------- | ----------- |
| Mijatović 52' · Prosinečki 89' | (Chi tiết) | Alcindo 44' |

### Bán kết
| Chile | 0–4        | Tây Đức                                          |
| ----- | ---------- | ------------------------------------------------ |
|       | (Chi tiết) | Eichenauer 9' · Dammeier 15' · Witeczek 36', 69' |

| Nam Tư                 | 2–1        | Đông Đức   |
| ---------------------- | ---------- | ---------- |
| Štimac 30' · Šuker 70' | (Chi tiết) | Sammer 49' |

### Tranh hạng ba
| Đông Đức                      | 1–1 (s.h.p.) | Chile                               |
| ----------------------------- | ------------ | ----------------------------------- |
| Kracht 73'                    | (Chi tiết)   | González 84'                        |
| Loạt sút luân lưu             |              |                                     |
| Neitzel · Zimmerling · Jähnig | 3–1          | Pino · Navarrete · Estay · González |

### Chung kết
| Nam Tư                                         | 1–1 (s.h.p.) | Tây Đức                                             |
| ---------------------------------------------- | ------------ | --------------------------------------------------- |
| Boban 85'                                      | (Chi tiết)   | Witeczek 87' (ph.đ.)                                |
| Loạt sút luân lưu                              |              |                                                     |
| Pavličić · Šuker · Brnović · Zirojević · Boban | 5–4          | Witeczek · Strehmel · Luginger · Spyrka · Reinhardt |

## Vô địch
| Giải vô địch bóng đá trẻ thế giới 1987 |
| -------------------------------------- |
| · Nam Tư · Lần thứ 1                   |

## Giải thưởng
| Chiếc giày vàng | Quả bóng vàng     | Giải phong cách FIFA |
| --------------- | ----------------- | -------------------- |
| Marcel Witeczek | Robert Prosinečki | Đông Đức             |

## Cầu thủ ghi bàn
Marcel Witeczek của Tây Đức đã giành giải thưởng Chiếc giày vàng khi ghi được 7 bàn thắng. Tổng cộng có 86 bàn thắng được ghi bởi 51 cầu thủ khác nhau, không có bàn nào được tính là phản lưới nhà.
7 bàn
- Marcel Witeczek

6 bàn
- Davor Šuker

5 bàn
- Camilo Pino

4 bàn
- Matthias Sammer

3 bàn
- Luka Tudor
- Predrag Mijatović
- Zvonimir Boban

2 bàn
- Alcindo Sartori
- André Cruz
- William
- John Jairo Trellez
- Miguel Guerrero
- Dariusz Wosz
- Alessandro Melli
- Joe McLeod
- Scott Nisbet
- Knut Reinhardt
- Igor Štimac

1 bàn
- Alistair Edwards
- Kurt Reynolds
- Mohamed Al Kharraz
- Dimitar Trendafilov
- Ivo Slavtchev
- Radko Kalaydjiev
- Billy Domezetis
- Domenic Mobilio
- James Grimes
- Steve Jansen
- Pedro González Vera
- Jörg Prasse
- Heiko Liebers
- Rico Steinmann
- Torsten Kracht
- Antonio Rizzolo
- Marco Carrara
- Stefano Impallomeni
- David Adekola
- Okon Ene Effa
- John Butler
- Paul Wright
- Salissou Ali
- Christian Unger
- Michael Constantino
- Alexander Strehmel
- Andreas Möller
- Detlev Dammeier
- Henrik Eichenauer
- Thomas Epp
- Branko Brnović
- Ranko Zirojević
- Robert Prosinečki

## Bảng xếp hạng giải đấu
| VT | Đội         | ST | T | H | B | BT | BB | HS  | Đ  | Chung cuộc          |
| -- | ----------- | -- | - | - | - | -- | -- | --- | -- | ------------------- |
| 1  | Nam Tư      | 6  | 5 | 1 | 0 | 17 | 6  | +11 | 11 | Vô địch             |
| 2  | Tây Đức     | 6  | 4 | 2 | 0 | 14 | 3  | +11 | 10 | Á quân              |
| 3  | Đông Đức    | 6  | 3 | 1 | 2 | 10 | 6  | +4  | 7  | Hạng ba             |
| 4  | Chile (H)   | 6  | 3 | 1 | 2 | 9  | 9  | 0   | 7  | Hạng tư             |
|    |             |    |   |   |   |    |    |     |    |                     |
| 5  | Ý           | 4  | 2 | 1 | 1 | 5  | 3  | +2  | 5  | Bị loại ở Tứ kết    |
| 6  | Scotland    | 4  | 1 | 3 | 0 | 6  | 5  | +1  | 5  | Bị loại ở Tứ kết    |
| 7  | Brasil      | 4  | 2 | 0 | 2 | 6  | 3  | +3  | 4  | Bị loại ở Tứ kết    |
| 8  | Bulgaria    | 4  | 2 | 0 | 2 | 3  | 5  | −2  | 4  | Bị loại ở Tứ kết    |
|    |             |    |   |   |   |    |    |     |    |                     |
| 9  | Colombia    | 3  | 1 | 1 | 1 | 4  | 5  | −1  | 3  | Bị loại ở Vòng bảng |
| 10 | Canada      | 3  | 0 | 2 | 1 | 4  | 5  | −1  | 2  | Bị loại ở Vòng bảng |
| 11 | Hoa Kỳ      | 3  | 1 | 0 | 2 | 2  | 3  | −1  | 2  | Bị loại ở Vòng bảng |
| 12 | Úc          | 3  | 1 | 0 | 2 | 2  | 6  | −4  | 2  | Bị loại ở Vòng bảng |
| 13 | Bahrain     | 3  | 0 | 1 | 2 | 1  | 4  | −3  | 1  | Bị loại ở Vòng bảng |
| 14 | Nigeria     | 3  | 0 | 1 | 2 | 2  | 8  | −6  | 1  | Bị loại ở Vòng bảng |
| 15 | Ả Rập Xê Út | 3  | 0 | 0 | 3 | 0  | 6  | −6  | 0  | Bị loại ở Vòng bảng |
| 16 | Togo        | 3  | 0 | 0 | 3 | 1  | 9  | −8  | 0  | Bị loại ở Vòng bảng |